# سیارک ۶۱۹۵
سیارک ۶۱۹۵ (به انگلیسی: 6195 Nukariya، نامگذاری:1990VL2) شش هزار و صد و نود و پنجمین سیارک کشف شده‌است که در ۱۳ نوامبر ۱۹۹۰ کشف شد.
قدر مطلق سیارک برابر ۱۳٫۶۰ است.